# L'ultimo amore/Un amore così grande
L'ultimo amore/Un amore così grande è il primo singolo del gruppo musicale italiano Ricchi e Poveri, pubblicato dalla CBS (catalogo 3417) nel 1968.

## I brani

### L'ultimo amore
L'ultimo amore, presente sul lato A del disco, è il brano con cui il quartetto partecipa alla VII edizione del Cantagiro. Ed è la cover italiana di Everlasting Love, che è un brano composto l'anno prima da Mac Gayden e Buzz Cason, inciso originariamente da Robert Knight e, in seguito, ripreso da numerosi altri artisti come i Love Affair, Carl Carlton, Sandra, gli U2, Gloria Estefan, Jamie Cullum e molti altri ancora. L'adattamento in italiano è di Mogol (Giulio Rapetti).

#### Versione di Sammy Barbot
Il brano fu registrato anche da Sammy Barbot, come lato B del 45 giri L'amore è blu (pubblicato semplicemente come "Sammy"; RCA Italiana, PM 3452).

### Un amore così grande
Un amore così grande, presente sul lato B del disco, è il brano composto da Guido Lombardi. L'autore del testo è Franco Califano, mentore e produttore del gruppo.

## Tracce

### Lato A
1. L'ultimo amore (Everlasting Love) – 3:00

### Lato B
1. Un amore così grande – 3:09

## Staff artistico
- Ricchi e Poveri (Angela Brambati, Angelo Sotgiu, Franco Gatti, Marina Occhiena) – voci
- Gianfranco Monaldi – arrangiamenti e direzione orchestrale